# 費耶特 (緬因州)
費耶特（英語：Fayette）是一個位於美國緬因州肯納貝克縣的市鎮。

## 人口
根據2020年美國人口普查的數據，費耶特的面積為81.61平方千米，當中陸地面積為75.55平方千米，而水域面積為0.06平方千米。當地共有人口1160人，而人口密度為每平方千米14人。